# Anderson Hernández
Anderson Mejía Hernández (nacido el 30 de octubre de 1982 en Santo Domingo) es un ex infielder dominicano de Grandes Ligas. Durante su carrera Jugó para los Nacionales de Washington, Indios de Cleveland, y Astros de Houston. Hizo su debut en Grandes Ligas en 2005 con los Mets de Nueva York.

## Carrera

### New York Mets

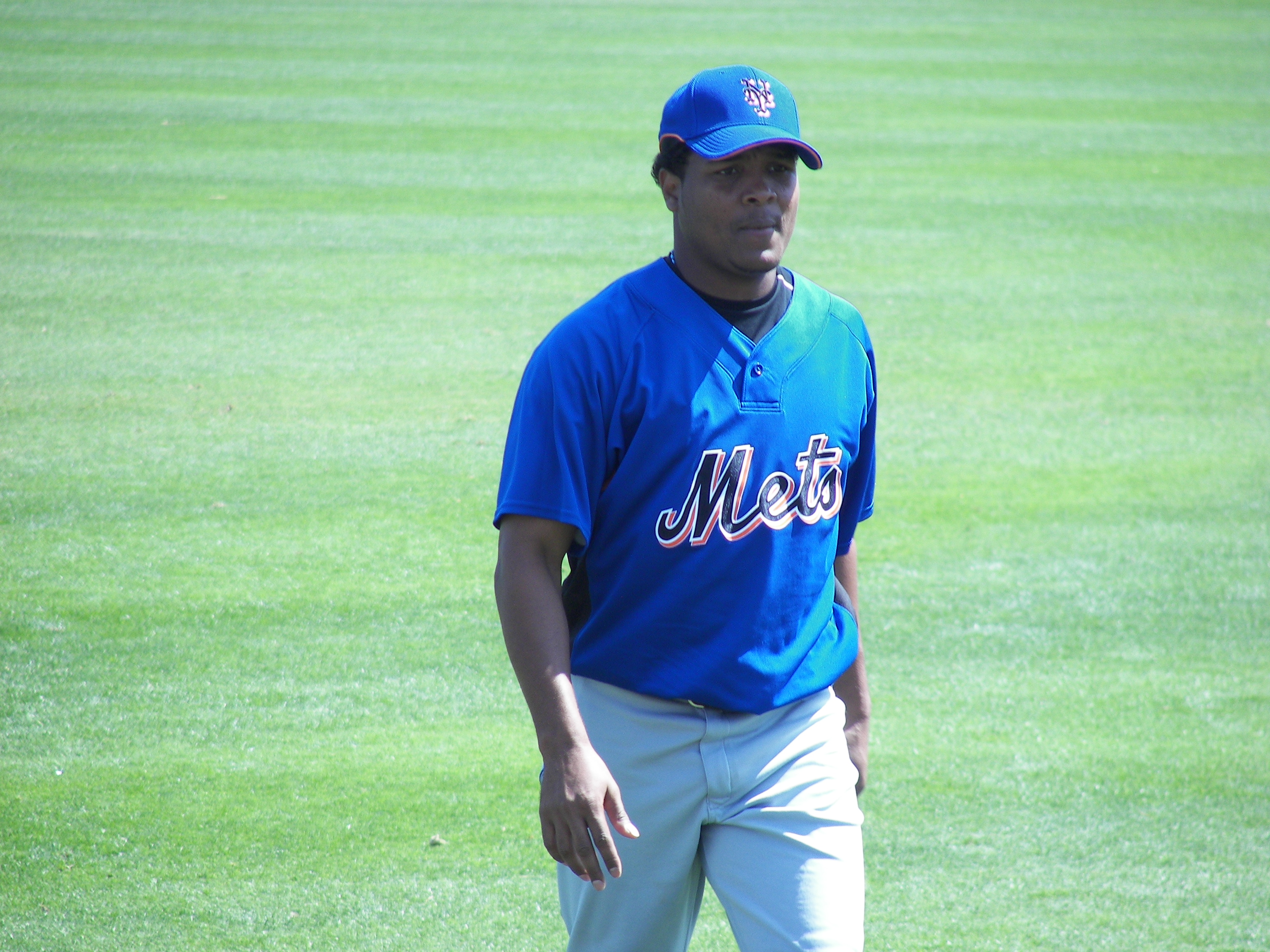
Hernández en su tiempo con los Mets.

Hernández es un bateador ambidiestro de 5' 9" con una velocidad decente. Fue firmado como amateur a los 18 años por los Tigres de Detroit en 2001. En las ligas menores, Hernández mostró poca paciencia con un alto porcentaje de ponches típico de un adolescente y no llegó a Single-A hasta el año 2004. En su primera temporada, bateó .264/.303/.389 con 34 bases robadas en apenas 216 turnos al bate. Sin embargo, progresó poco a poco. En 2002, jugando en el nivel High-A, mostró poca habilidad de bateo, bateando sólo .259/.310/.339. La siguiente temporada fue aún peor. Hernández se esforzó para batear por encima de la línea de Mendoza, (.229/.278/.295) y robó sólo 15 bases. Pero la próxima temporada comenzó bien para él. Después de batear .295 con 11 carreras impulsadas en 100 veces al bate, fue enviado al equipo Doble-A Erie SeaWolves, donde bateó para .274 con cinco jonrones, 29 carreras impulsadas, y 17 bases robadas. Después de esa temporada, fue cambiado a los Mets de Nueva York a cambio del receptor Vance Wilson, quien se había convertido en prescindible después de que los Mets firmaran a Ramón Castro.
Con los Mets fuera de los playoffs en 2005 y Hernández bateando sobre .300 tanto en Doble A como en Triple-A, fue llamado a las Grandes Ligas a mediados de septiembre, pero se fue de 14-0 antes de obtener su primer hit en el último partido de la temporada. Debido a la lesión en la rodilla de  Kazuo Matsui, Hernández fue el segunda base titular de los Mets para comenzar la temporada 2006, pero se lesionó pronto y fue colocado en la lista de lesionados de 15 días.

### Washington Nationals
El 20 de agosto de 2008, Hernández fue cambiado a los Nacionales de Washington para completar el cambio por el relevista Luis Ayala. Fue el segunda base titular para los Nacionales.

### De regreso a los Mets
Hernández fue canjeadodo de nuevo a los Mets el 6 de agosto de 2009, por el infielder de ligas menores Greg Veloz.

### Cleveland Indians
El 17 de marzo de 2010, Hernández fue reclamado en waivers por los Indios de Cleveland. Fue asignado a Triple-A el 8 de abril. El 8 de junio de 2010, los Indios compraron el contrato de Hernández y lo pusieron en el roster activo. Hernández tuvo la oportunidad de competir por la posición de segunda base titular, pero perdió frente a Jayson Nix; posteriormente fue utilizado en el papel de utility infielder. El 18 de julio de 2010, Hernández fue designado para asignación para hacer espacio en el roster activo al lanzador Jeanmar Gómez .

### Houston Astros
Hernández fue reclamado por los Astros el 21 de julio de 2010. Fue agregado a la lista de 25 jugadores el 22 de julio.
Volvió a firmar un contrato de ligas menores para la temporada 2011 después de ser condicionado y elegido desde la agencia libre.

### Pittsburgh Pirates
Hernández firmó un contrato de ligas menores con los Piratas de Pittsburgh el 21 de diciembre de 2011. También recibió una invitación a los entrenamientos de primavera. Ganaría un salario de $500,000 dólares si hace el roster de Grandes Ligas.

### Chunichi Dragons
El 12 de diciembre de 2013, Hernández fue presentado por los Chunichi Dragons en la NPB como un nuevo fichaje antes de su campaña de 2014.
El 29 de octubre de 2016 se confirmó que Hernández sería liberado de los Dragones junto con Ricardo Nanita, Juan Jaime, Drew Naylor y Leyson Séptimo.

### Vaqueros Unión Laguna
El 10 de abril de 2017, Hernández firmó con el Vaqueros Unión Laguna de la Liga Mexicana de Béisbol.

### Tecolotes de los dos Laredos
El 9 de febrero de 2018, Hernández fue traspasado a los Tecolotes de los Dos Laredos de la Liga Mexicana de Béisbol. Quedó en libertad el 1 de mayo de 2018

### Olmecas de Tabasco
El 3 de julio de 2018, Hernández firmó con los Olmecas de Tabasco de la Liga Mexicana de Béisbol . Se convirtió en agente libre después de la temporada 2018.

## Trivia
- Jugó para los Tigres del Licey en la República Dominicana.
- Junto al torpedero Erick Aybar son conocidos como  "los menores" en el béisbol de la República Dominicana.
- Es tío del jugador campocorto Sergio Alcantara.
- Compartió equipo con su sobrino en los Tigres del Licey en la temporada 2018, donde lograron el campeonato nacional.